# Chatham Dockyard

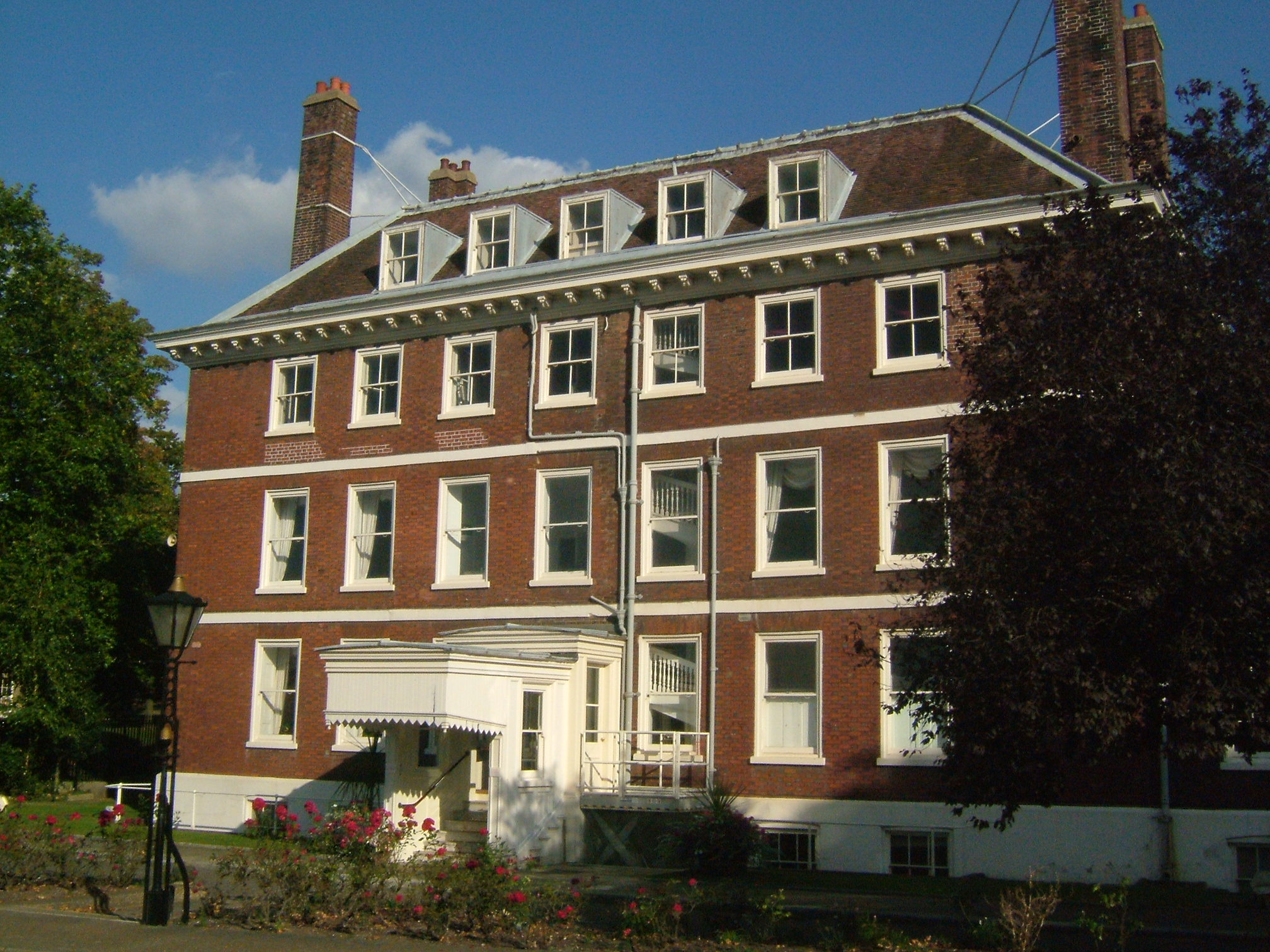
La maison du commissaire (1704), le plus vieil édifice naval britannique encore debout.

Les chantiers navals Chatham (en anglais : Chatham Dockyard) situés à l'embouchure de la Medway à Chatham dans le Kent au Royaume-Uni, sont l'un des plus vieux chantiers navals de Grande-Bretagne.

## Historique

### Les débuts
La construction des chantiers navals Chatham remonte à la période de la réforme anglaise, période durant laquelle les relations de l'Angleterre avec les pays européens, toujours rattachés à l'Église catholique, se sont détériorées. Ces relations tendues ont entraîné l'obligation pour l'Angleterre d'augmenter ses capacités militaires, surtout en matière de défense maritime.

Pendant plus de 400 ans, à partir des années 1550, ils seront à l'avant-plan en matière de construction navale, de développements industriels et d'architecture navale pour la Royal Navy. Plus de 500 navires y ont été construits et au sommet de leur histoire, ils employaient plus de 10 000 travailleurs spécialisés sur un site de plus de 400 acres (1,6 km2).

### Fermeture en 1984
Les chantiers ont été fermés en 1984, et 84 acres de la superficie occupée par les anciens chantiers navals font désormais partie d'un site historique accessible aux visiteurs et géré par une société charitable appelé Chatham Historic Dockyard Trust.

### Site patrimonial
Les chantiers maritimes de la Chatham Dockyard ont été proposés par la Grande-Bretagne en 1999 pour devenir un site du patrimoine mondial de l'Unesco.

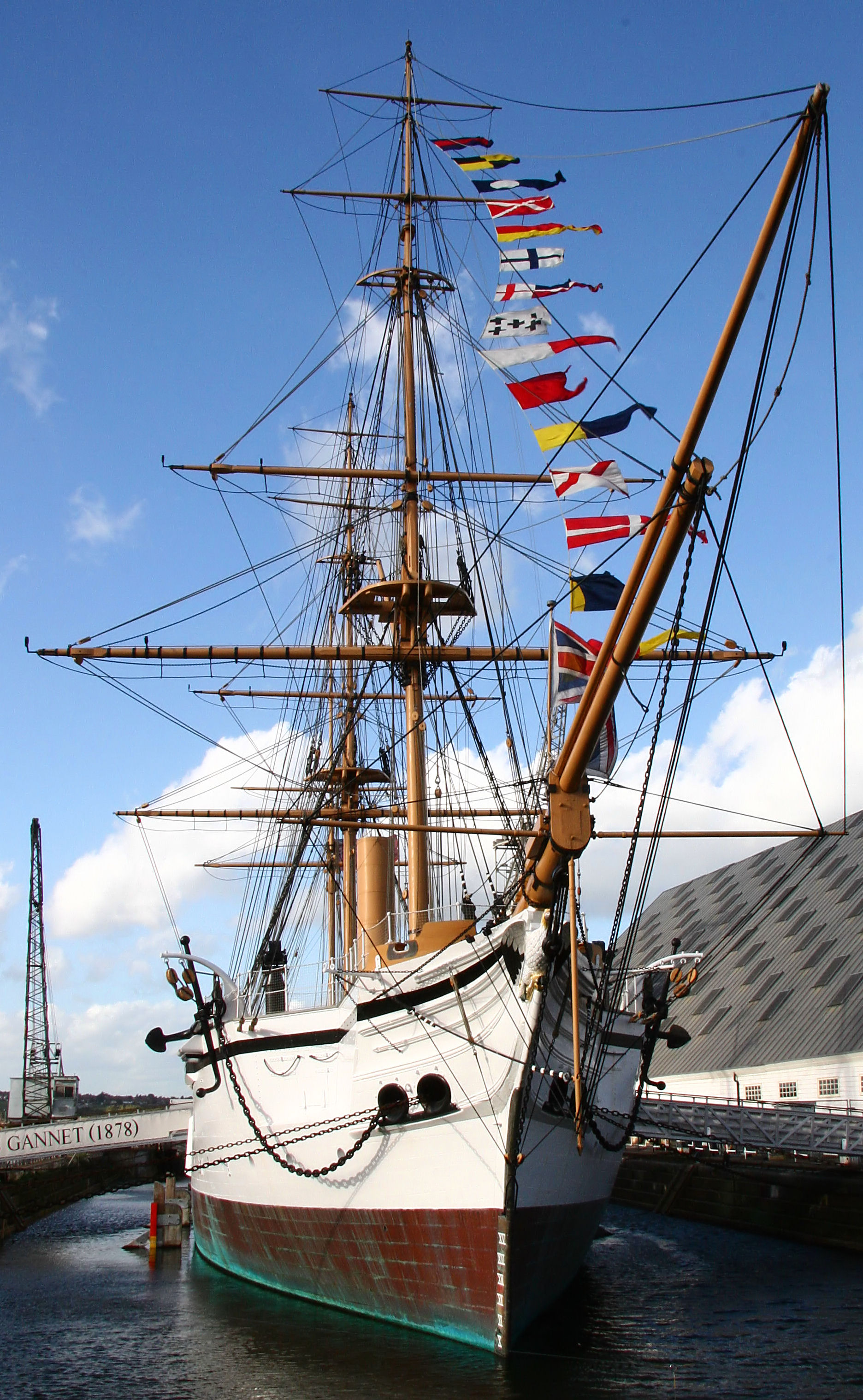
Le HMS Gannet.
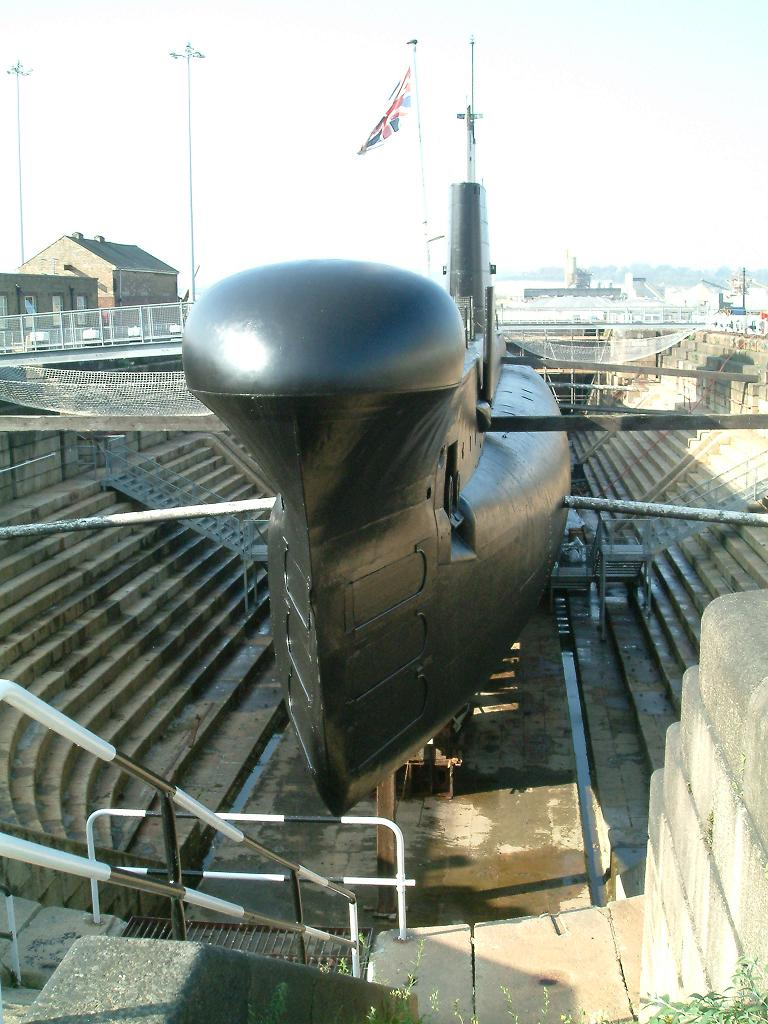
Le HMS Ocelot (S17)
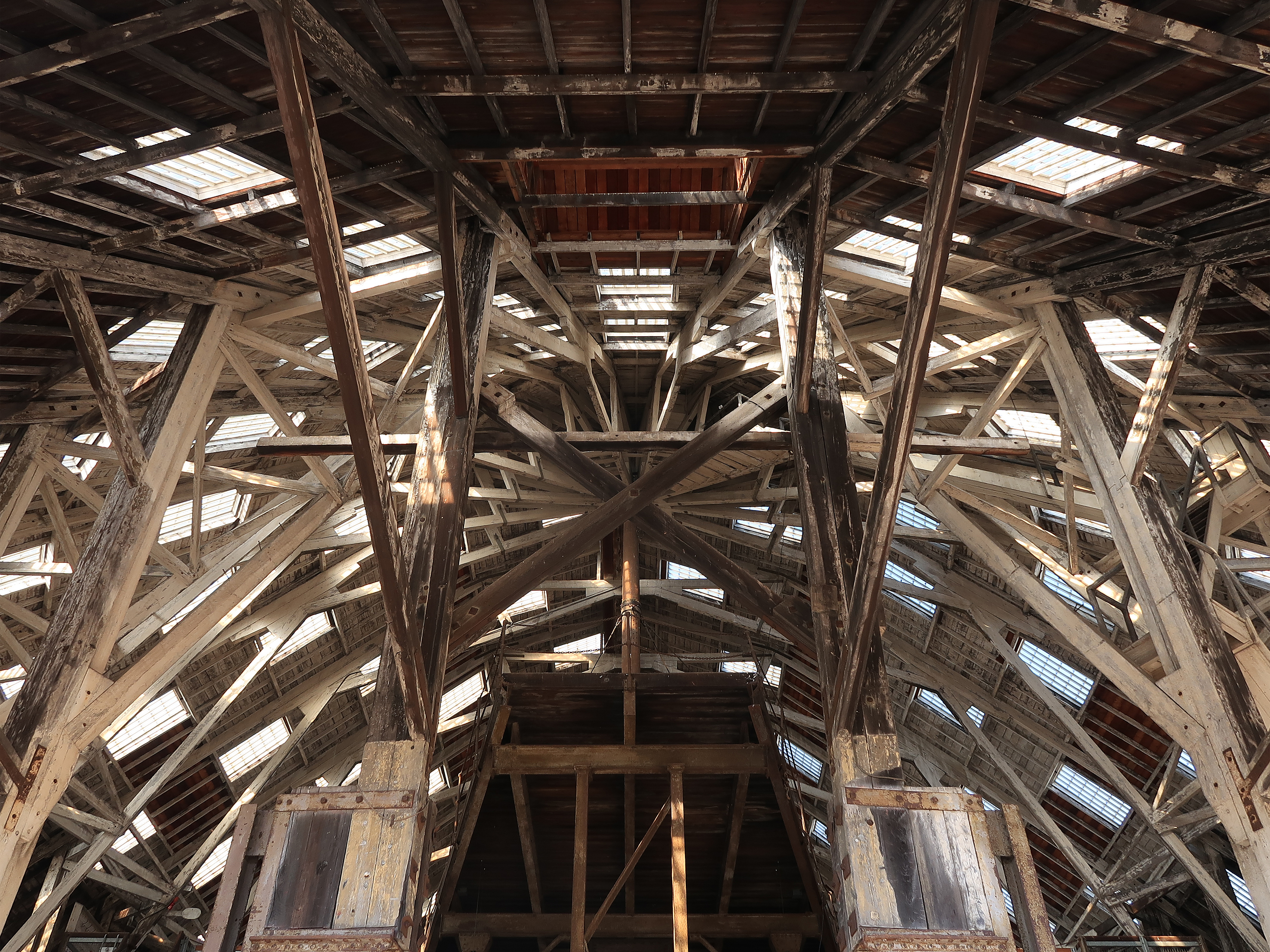
La charpente du hangar à bateau no 3 à Chatham Dockyard. Octobre 2018.

Dans sa proposition, le gouvernement britannique souligne le fait que les chantiers ont largement conservé leur état d'origine et qu'ils sont un témoignage de l'importance de la Royal Navy pour l'influence mondiale de la Grande-Bretagne dans le monde. La proposition rappelle l'importance du site, le plus important centre industriel d'Europe avant la révolution industrielle.

### Navire musée à quai
Trois cales sèches présentent trois navires-musées qui se visitent :
- No 2 Drydock 1856 construit sur le site du "The Old Single Dock" où le HMS Victory a été construit puis en 1863, le HMS Achilles, le premier navire à coque métallique construit dans un chantier royal. Il accueille désormais HMS Cavalier[4], un destroyer britannique de 1944.
- No 3 Drydock 1820, le premier à être construit en pierre, a été dessiné par John Rennie. Il accueille désormais le sous-marin HMS Ocelot (S17)[4] : sous-marin de 1962, à l'origine de la classe Ocelot.
- No 4 Drydock 1840 accueille le HMS Gannet[4] : un sloop de guerre à coque acier, trois-mâts à voile et vapeur de 1878.